# 코파우에산

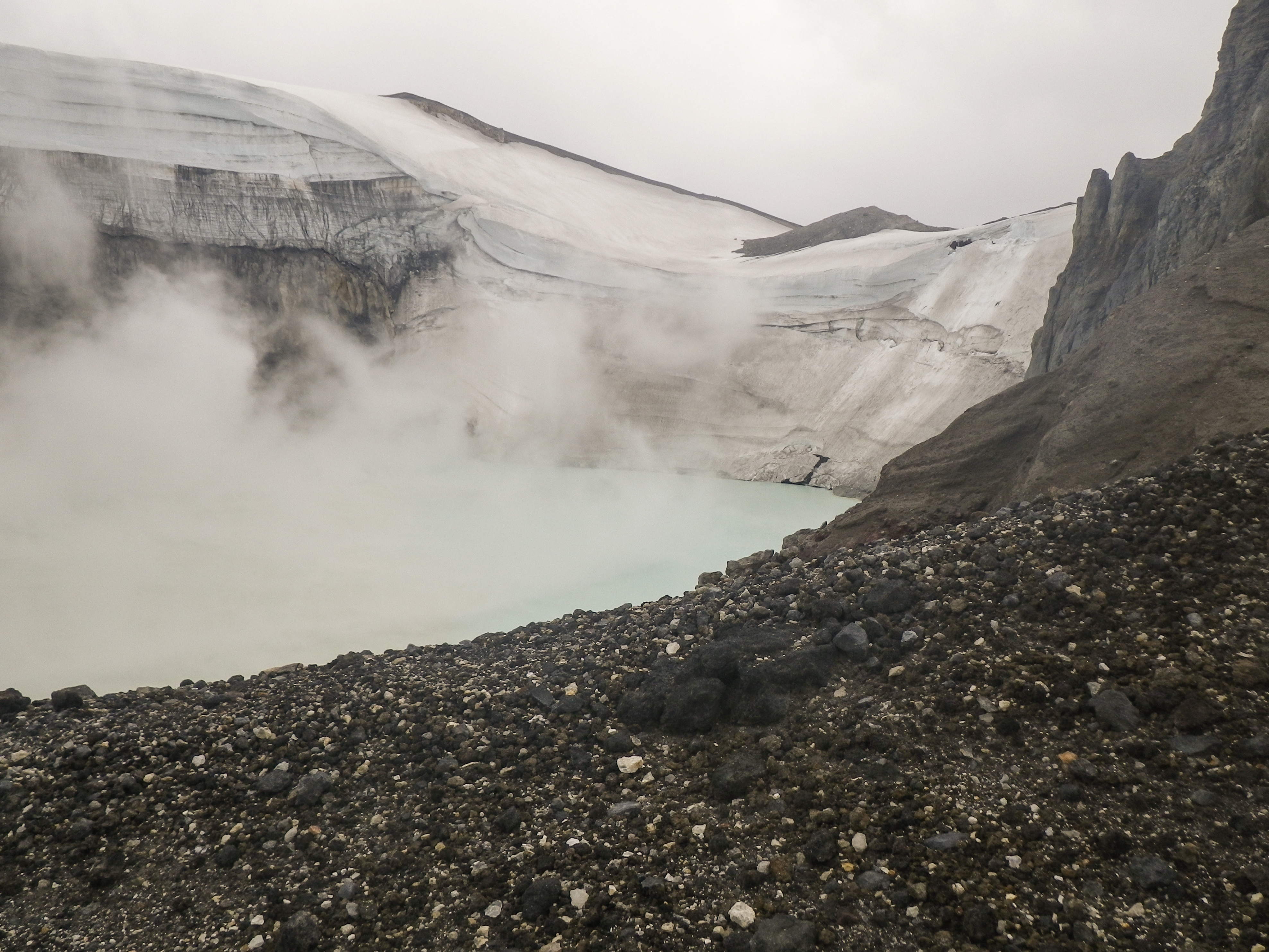
크레이터 호

코파우에산(Copahue)은 칠레에 있는 빙하 덮인 성층 화산으로, 활화산이다. 2013년 분화하였으며, 정상에는 두개의 화구호가 있다.